# Schaubergwerk Sunnpau
Das Schaubergwerk Sunnpau ist ein Kupferbergwerk in der Pongauer Marktgemeinde St. Veit im Pongau im Gebiet des Hochglockers. Es ist Teil des Schauangebots im Geopark Erz der Alpen und gemeinsam mit dem Seelackenmuseum wird es vom Museumsverein St. Veit betrieben.

## Bergbau in St. Veit
Das Bergwerk Sunnpau ist eines der ältesten Bergwerke Salzburgs. Archäologische Grabungen der Universitäten Southampton und Innsbruck in den Jahren 1985 bis 1989 haben am Klinglberg eine frühbronzezeitliche Bergbausiedlung aus 1850 v. Chr. nachgewiesen. In dieser Zeit begann man auch mit dem Abbau im Bergwerk Sunnpau. Insgesamt gab es in St. Veit mehr als zehn Stollen, von denen eine mittelalterliche Karte erhalten ist, allerdings konnten nicht mehr alle gefunden werden, viele davon sind über die Jahrhunderte verstürzt.
Nach dem Abbau in der Bronzezeit folgte eine Pause, die bis ins Mittelalter andauerte. Im 14. Jahrhundert wurde die Förderung von Kupfererz wieder aufgenommen, da man das Metall als Zugabe beim Schmelzen des Tauerngoldes aus Gastein und Rauris in Lend brauchte. In dieser Zeit gehörte das Bergwerk Sunnpau auch unter anderem dem gasteiner Gewerkengeschlecht Weitmoser.
Nachdem der Goldbergbau zurückging, befuhr man auch die Stollen in St. Veit nicht mehr und nach einer kurzen Wiederaufnahme der Förderung im 18. Jahrhundert ließ man die Stollen 1875 endgültig auf.

## Das Bergwerk

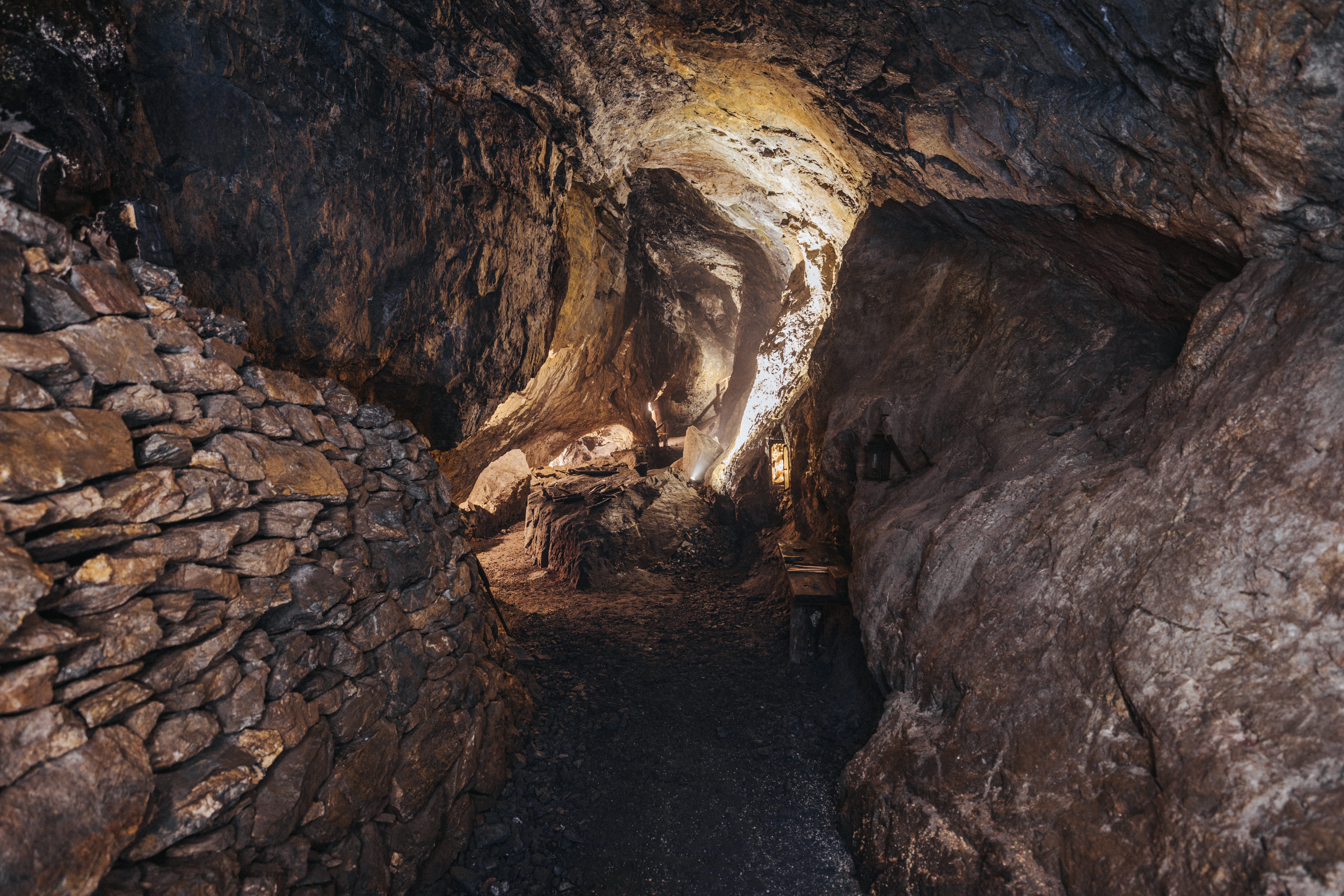
Große Halle im Schaubergwerk Sunnpau

Im Schaubergwerk Sunnpau wurde in allen oben genannten Abbauphasen Kupfererz gefördert. So sieht man sowohl Spuren des Abbaus aus der Bronzezeit, aus dem Mittelalter als auch aus der Neuzeit. Es werden auch Werkzeuge und Geleuchte aus den genannten Epochen ausgestellt, Originalfunde können im Seelackenmuseum besichtigt werden.
Der oberste Teil des Bergwerks wird auch als „Große Halle“ bezeichnet. Er ist in Mitteleuropa einzigartig. Nirgends sonst gelang es, mittels bronzezeitlicher Feuersetzung so weit durch das harte Dolomitgestein in den Berg vorzudringen. Zwei graphitierte Schmelztiegel aus der „Großen Halle“ sind ebenfalls im Seelackenmuseum ausgestellt.
Vor dem Bergwerk sind bronzezeitliche Schmelzöfen und eine Schmiede nachgebaut.

## Fundstücke
1996 wurde bei den Arbeiten um die Stollen zugänglich zu machen das Grab eines 1000 bis 1100 v. Chr. im Berg bestatteten Bergmannes mit Grabbeigaben wie zum Beispiel Keramikgefäße, eine bronzene Lanzenspitze und ein Fuchskopf gefunden. Eine solche Bestattung im Berg in der „Urnenfelderzeit“ ist einzigartig. Im Bergwerk ist eine Rekonstruktion zu sehen, die originalen Fundstücke sind im Seelackenmuseum zu besichtigen.
Außerdem wurden vielerart Werkzeug aus allen Abbauepochen gefunden, darunter sind zum Beispiel ein Rillenschlägel aus der Bronzezeit und Spuren der Feuersetzung und von Sprengungen. Vor dem Bergwerk und bei anderen Bergwerken in St. Veit fand man bronzezeitliche Scheidsteine und Koch- und Schmelzgefäße, Reste eines Schmelzofens und Halden von taubem Gestein.
2009 fand der jetzige Kustos mit Kollegen eine 1700 Jahre alte Grubenlampe aus Ton in einer Wasserlacke.

## Betrieb
Das Schaubergwerk wird von ehrenamtlichen Mitgliedern des Museumsvereins betrieben. Die Geldmittel werden von der Marktgemeinde, vom Land Salzburg und vom Bund zur Verfügung gestellt. Zusätzlich besteht Sponsorenunterstützung von der örtlichen Wirtschaft.
Ansichten aus dem Museum

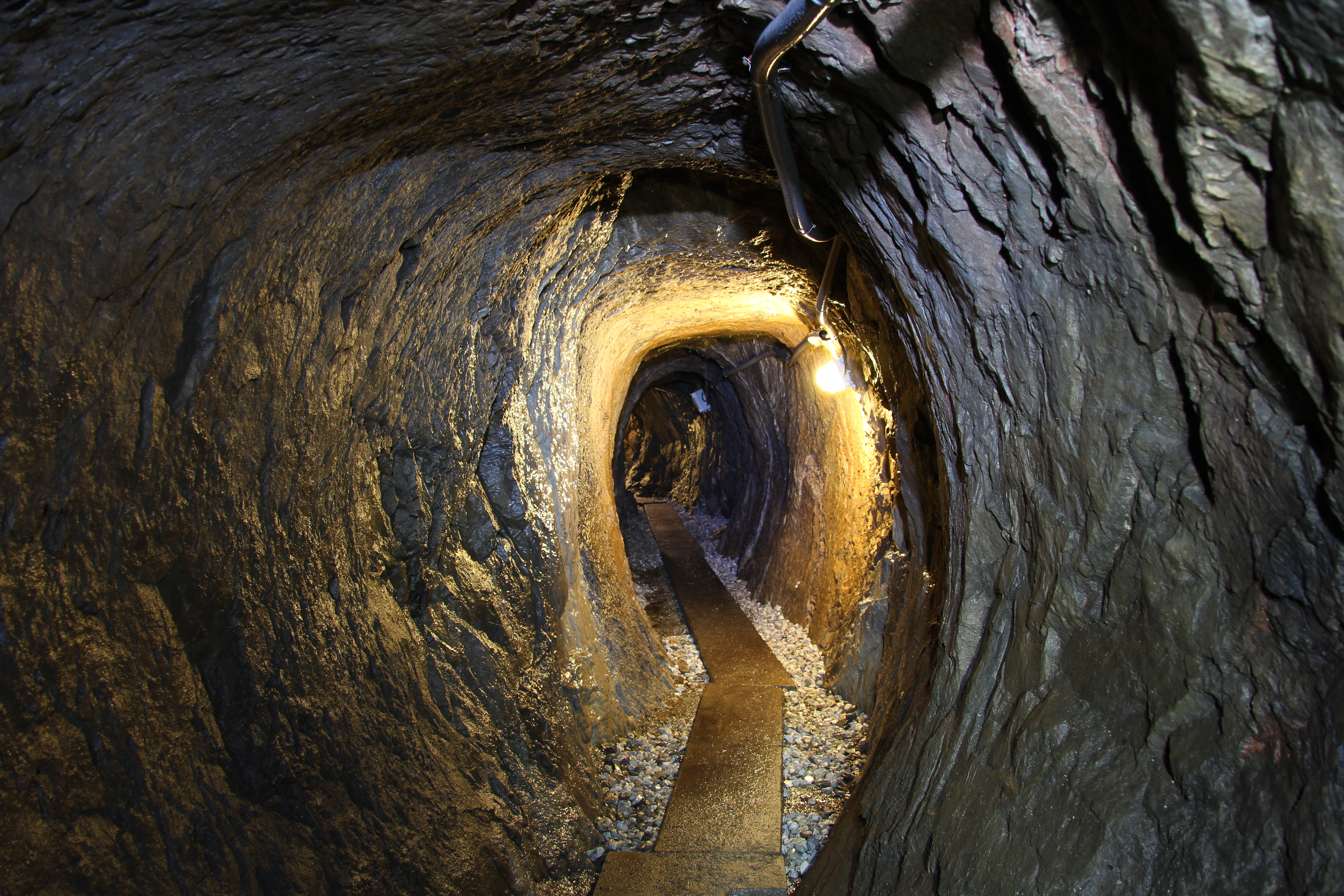
Erbstollen des Schaubergwerks Sunnpau
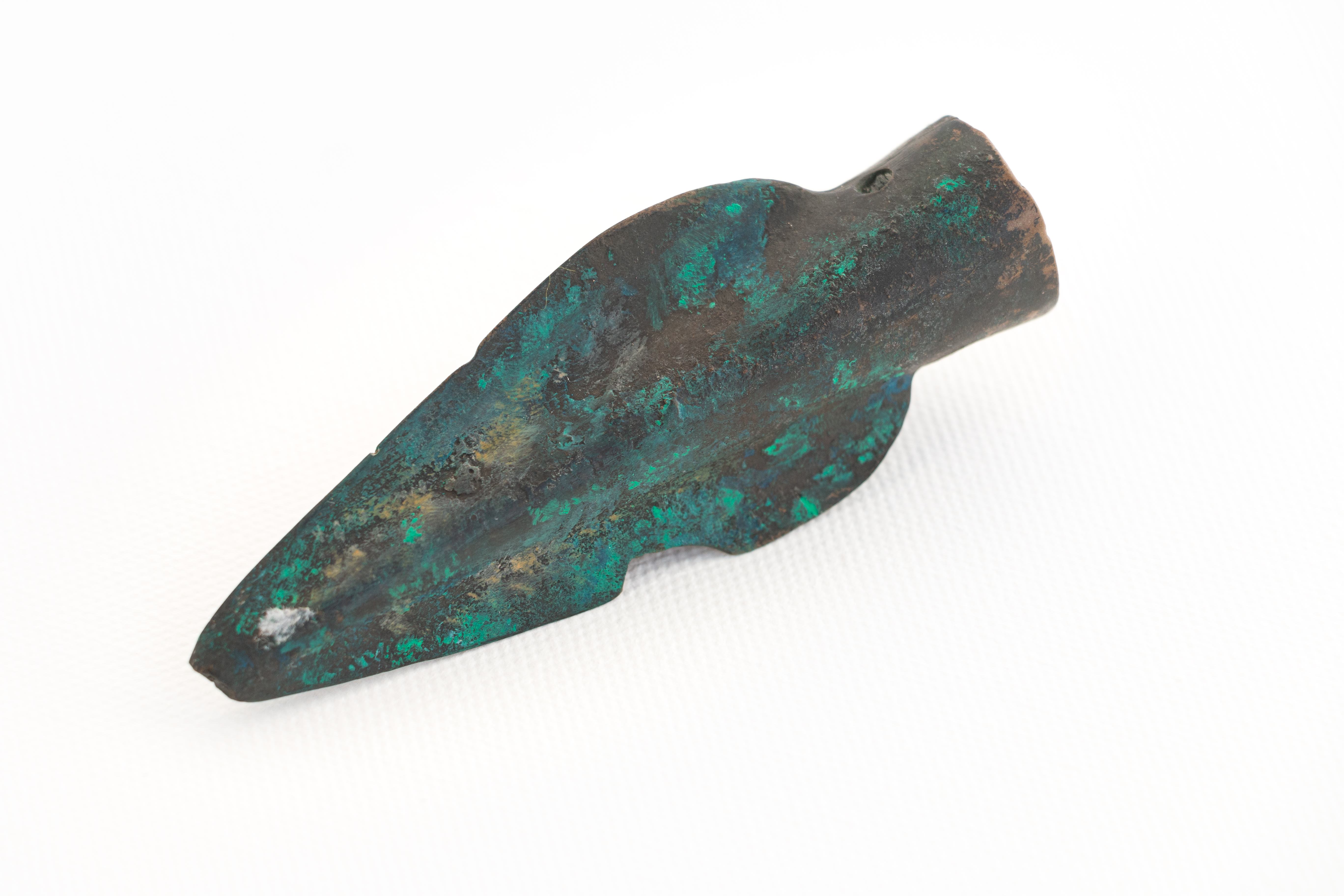
Lanzenspitze Bergmannsgrab Schaubergwerk Sunnpau
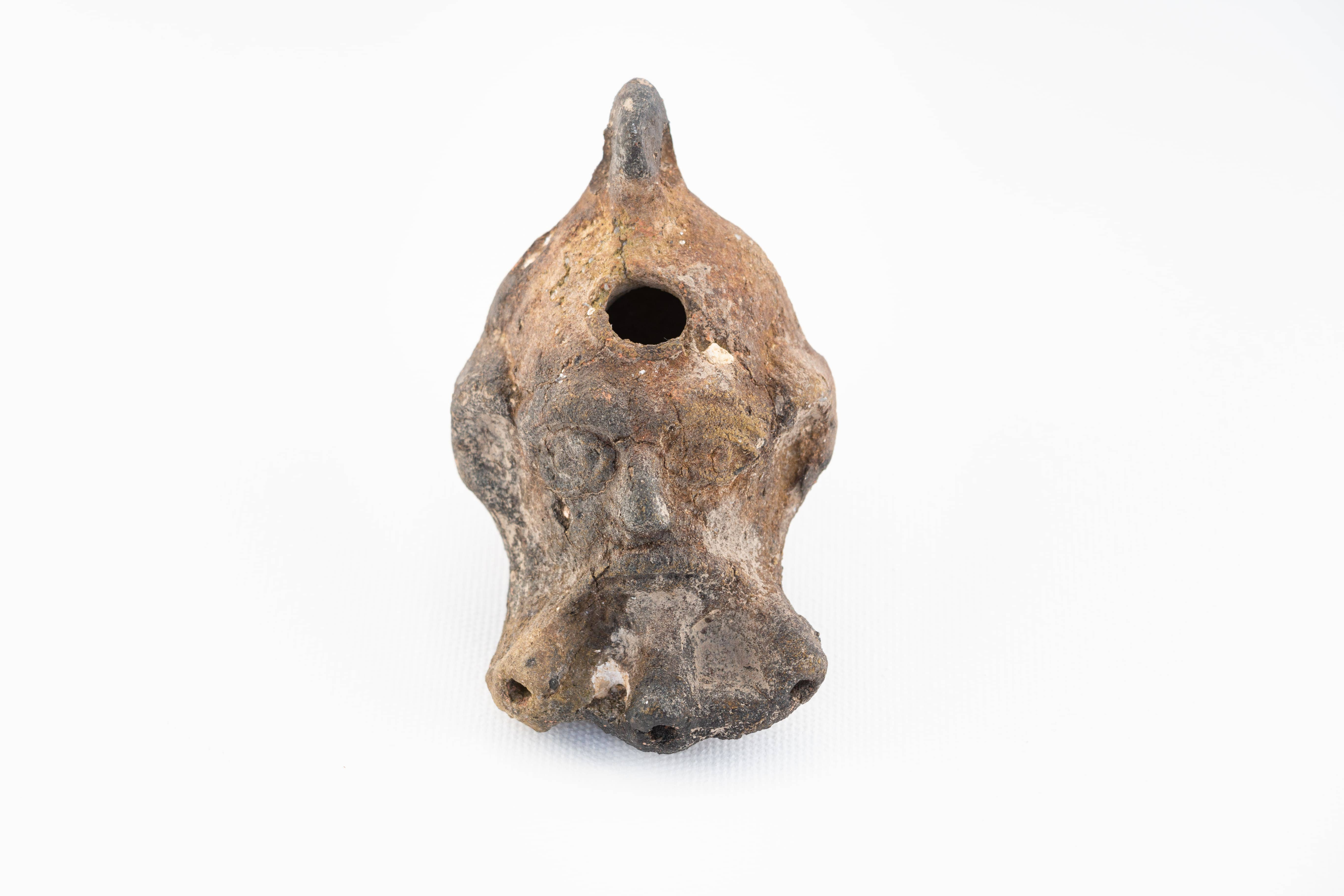
Römische Lampe gefunden im Schaubergwerk
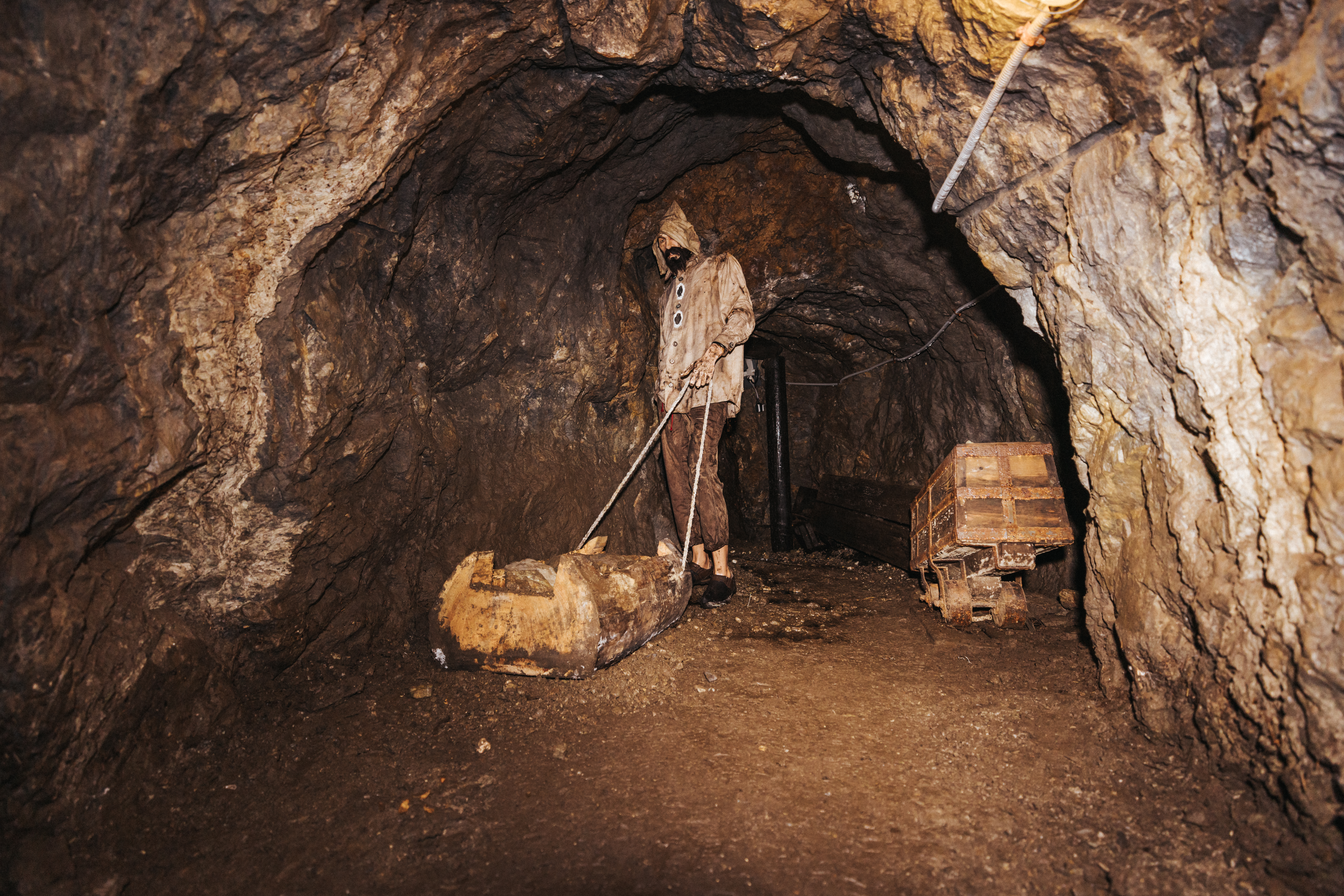
Grubenhunt und Bergmann mit Schleppe (Schloapf) im Schaubergwerk Sunnpau